# Methods of Mayhem
Methods of Mayhem ist eine US-amerikanische Rap-Metal Band, die von dem Schlagzeuger Tommy Lee nach dem Ausstieg bei Mötley Crüe und am Tage vor seiner Scheidung mit Pamela Anderson gegründet wurde.

## Geschichte
Tommy Lee hegte länger den Wunsch, Mötley Crüe zu verlassen und ins Rap-Geschäft einzusteigen. Als er 1998 vier Monate im Gefängnis saß, beschloss er endgültig, seinen Plan in die Tat umzusetzen. Diesen Beschluss setzte er 1999 in die Tat um und gründete mit bekannten DJs die Band Methods of Mayhem. Im Gefängnis hatte er schon einige Songs geschrieben.
1999 erschien dann das Album Methods of Mayhem, auf dem auch Fred Durst, Lil’ Kim, Kid Rock und Snoop Dogg vertreten waren. Trotz Goldstatus blieb es kommerziell weit hinter den Erwartungen zurück. Außerdem erschienen die Singles Get Naked und New Skin.
Wegen mangelnden Erfolges löste Tommy Lee die Band 2000 auf.
2009 meldete Tommy Lee die Wiedervereinigung der Band und kündigte ein neues Album namens Public Mayhem für das Folgejahr an. Dieses erschien am 21. September 2010 unter dem geänderten Titel A Public Disservice Announcement, schnitt allerdings in den Charts noch schlechter ab als der Vorgänger.

## Trivia
Im Video zu Get naked sind alle Leute, außer den Gastsängern Lil’ Kim und Fred Durst und deren Tänzer komplett nackt.
Methods of Mayhem traten 2000 auf dem Ozzfest von Ozzy Osbourne und auf dem deutschen Festival Rock am Ring auf.
Tommy Lee und DJ Aero gründeten zwischenzeitlich auch die Band WTF?. Außerdem ist DJ Aero bei allen Mötley-Crüe-Konzerten dabei und lässt sich gemeinsam mit Tommy Lee für Partys als DJ mieten.

## Diskografie

### Studioalben
| Jahr | Titel                            | Höchstplatzierung, Gesamtwochen, AuszeichnungChartplatzierungen (Jahr, Titel, Platzierungen, Wochen, Auszeichnungen, Anmerkungen) | Höchstplatzierung, Gesamtwochen, AuszeichnungChartplatzierungen (Jahr, Titel, Platzierungen, Wochen, Auszeichnungen, Anmerkungen) | Höchstplatzierung, Gesamtwochen, AuszeichnungChartplatzierungen (Jahr, Titel, Platzierungen, Wochen, Auszeichnungen, Anmerkungen) | Höchstplatzierung, Gesamtwochen, AuszeichnungChartplatzierungen (Jahr, Titel, Platzierungen, Wochen, Auszeichnungen, Anmerkungen) | Anmerkungen                              |
| Jahr | Titel                            | DE | AT | CH | US | Anmerkungen                              |
| ---- | -------------------------------- | --- | --- | --- | --- | ---------------------------------------- |
| 1999 | Methods of Mayhem                | DE93 (1 Wo.)DE | AT32 (3 Wo.)AT | — | US71 Gold · (19 Wo.)US | Erstveröffentlichung: 7. Dezember 1999   |
| 2010 | A Public Disservice Announcement | — | — | — | US153 (1 Wo.)US | Erstveröffentlichung: 21. September 2010 |

### Singles
- 2000: Get Naked
- 2000: New Skin
- 2010: Fight Song
- 2010: Time Bomb